# Nemoria spatha
Nemoria spatha là một loài bướm đêm trong họ Geometridae.